# Cantón de Guisa
El cantón de Guisa (en francés canton de Guise) es una circunscripción electoral francesa situada en el departamento de Aisne, de la región de Alta Francia. La cabecera (bureau centralisateur en francés) está en Guisa.

## Historia
Fue creado en 1790, al mismo tiempo que los departamentos. Al aplicar el decreto n.º 2014-202 del 21 de febrero de 2014 sufrió una redistribución comunal con cambios en los límites territoriales y en el número de comunas, pasando éstas de 19 a 45.